# Centar za demokraciju i tranzicionu pravdu
Centar za demokraciju i tranzicionu pravdu (srp.: Центар за демократију и транзициону правду) (CDTP), bosanskohercegovačka je nevladina organizacija za ljudska prava i međunarodno humanitarno pravo. Trenutačna izvršna direktorica je Zlatica Gruhonjić. 

## Povijest
Centar za demokraciju i tranzicionu pravdu (CDTP) je registriran u rujnu 2011. godine, iako su njegovi aktivisti počeli da djeluju već tijekom 2011. godine i to u okviru projekata Fonda za humanitarno pravo iz Beograda i Koalicije za REKOM. Aktivisti CDTP-a su 2011. godine organizirali i proveli izuzetno uspješnu kampanju prikupljanja potpisa podrške osnivanju REKOM-a. Kampanja je organizirana u razdoblju od 26. travnja do 6. lipnja 2011. godine na prostoru bivše SFR Jugoslavije, tijekom koje je više od 46.000 građana Banje Luke dalo svoj potpis kao podršku osnivanju REKOM-a.
CDTP od svibnja 2013. godine, u okviru Koalicije za REKOM radi na mapiranje logora u Bosni i Hercegovini (1992-1995). Osnovni cilj mapiranja je da empirijskim istraživanjem, u suradnji s udrugama logoraša i korištenjem utvrđenih sudskih činjenica, dokumentuje postojanje logora, broj i imena ubijenih zatočenika i primjenu torture i da na taj način doprinese izgradnji zajedničke kulture sjećanja u Bosni i Hercegovine, i da podstakne donošenje zakona o pravima žrtava torture i civilnih žrtava rata.

## Izvršni direktori
| #  | fotografija | ime                          | mandat | mandat     | mandat |
| -- | ----------- | ---------------------------- | ------ | ---------- | ------ |
| 1. |             | Siniša Bundalo               | 2011.  | 2013.      |        |
| 2. |             | Zlatica Gruhonjić (r. 1957.) | 2013.  | trenutačno |        |

## Vanjske poveznice
- Centar za demokraciju i tranzicionu pravdu (CDTP)